# 仮面学園
仮面学園（かめんがくえん）は1999年に角川文庫から刊行された宗田理の小説。またこれを原作とした漫画と日本映画。
尚、小説の原題は『2年A組探偵局 仮面学園殺人事件』。

## 概要
突然、中学生の間で仮面を付けて登校する事が大流行して、それに伴って仮面集会を開く組織が登場したり殺人事件まで巻き起こるというストーリー。

## 映画版
2000年8月5日公開。配給は東映。藤原竜也の映画初出演作品でもある。同時上映は「死者の学園祭」。

### スタッフ
- 監督：小松隆志
- 製作総指揮：原正人
- 脚本：橋本裕志
- 撮影：高瀬比呂志
- 音楽：真魚
- 主題歌：Do As Infinity「rumble fish」
- 製作：「仮面学園」製作委員会（角川書店、ホリプロ、東映、アスミック・エース）

### キャスト
- 堂島暁 / TOSHI：藤原竜也
- 川村有季：黒須麻耶
- 芦原貢：石垣佑磨
- 矢場守：渡辺いっけい
- 堂島レイカ / HIROKO：栗山千明
- 水月加奈子：小野麻亜矢
- 菅原刑事：本田博太郎
- 出口大造：鈴木ヒロミツ
- 城之内雄一郎：大杉漣
- KEN DAIMON：麿赤兒
- 野坂弘美：茂森あゆみ
- 菊地勝：有薗芳記
- 段田徹：中村光宏（現・フジテレビアナウンサー）
- 殿村秀治：山田剛
- 松村刑事：野添義弘
- 鬼頭誠：一條俊
- 北村憲治：坂本真
- 黒岩武：久我未来
- 中田リカ：菊地智子
- 生徒：杏さゆり、青戸昭憲、守屋響
- 教頭先生：堀部隆一
- 記者：山中聡、さとうこうじ、齊藤あきら、増田未亜
- 捜査一課長：坂口進也
- 東署署長：長克巳
- 戦災孤児：上原裕也
- ホームレス：伊藤幸純
- アナウンサー：沼田靖子、石橋正次
- レポーター：榊原知子

## 漫画
- 仮面学園(飯塚晶子)
  - 2000年の映画公開に合わせてコミカライズされた(あすかコミックス刊)。単行本は全1巻。